# Bo Dallas
Taylor Michael Rotunda (né le 25 mai 1990 à Brooksville (Floride)) est un catcheur (lutteur professionnel) américain. Il travaille actuellement à la World Wrestling Entertainment, dans la division Raw, sous le nom d'Uncle Howdy. 
Il est le fils de Mike Rotunda et le frère de Bray Wyatt.
Il signe un contrat avec la WWE en 2008. Avant de faire ses débuts télévisés, il s'entraîne dans les clubs-écoles de la WWE : d'abord la Florida Championship Wrestling puis la NXT. Il devient triple champion poids lourds de la FCW, deux fois champion par équipes de la FCW avec son frère Windham Rotunda et une fois Champion de la NXT. En 2013, il arrive à la télévision sous le nom de ring de Bo Dallas. Il remporte les titres par équipe de Raw avec Curtis Axel en 2018 et le WWE 24/7 Championship en 2019. Il est licencié en 2021 mais resigne avec la compagnie en 2022, dans le but de débuter sous le personnage d'Uncle Howdy aux côtés de son frère. Ce dernier tombe malade en 2023 et les deux personnages sont retirés des programmes. En août, Windham meurt soudainement et Taylor reste en dehors des programmes de la WWE jusqu'à son retour en juin 2024.

## Jeunesse
Rotunda est fils et petit-fils de catcheur. Son grand-père Robert Windham, ses oncles Barry et Kendall Windham ainsi que son père Mike Rotunda sont aussi catcheurs. Il étudie à l'Hernando High School où il fait partie de l'équipe de football américain au poste de linebacker en plus d'être membre de l'équipe de lutte,. C'est dans ce second sport qu'il se qualifie pour la finale du championnat de l'état de Floride dans sa catégorie de poids. L'Université Internationale Webber (en) lui propose une bourse universitaire sportive en tant que footballeur mais refuse pour devenir catcheur,.

## Carrière

### World Wrestling Entertainment (2008-2021, 2022-...)

#### Florida Championship Wrestling (2008-2012)
En 2008, Rotunda signe un contrat avec la World Wrestling Entertainment. Il est envoyé à la Florida Championship Wrestling, où il débute le 15 novembre 2008, en battant Kaleb O'Neal. Rotunda luttera sous diverses noms, notamment ceux de Tank Mulligan, Tank Rotundo ou encore Bo Rotundo. Il remportera trois fois le championnat poids lourds de la FCW et deux fois les championnats par équipes de la FCW avec son frère Windham Rotunda. En 2012, à la suite de la fermeture de la FCW, il est envoyé à la NXT, qui est devenu le nouveau territoire de développement de la WWE.

#### NXT Wrestling (2012-2014)
Taylor Rotunda fait ses débuts à la NXT le 20 mai sous le nom de Bo Dallas, en battant Rick Victor.
Bo Dallas fait ses débuts télévisés le 27 janvier 2013 au Royal Rumble en entrant en 16e position. Il éliminera le champion Intercontinental Wade Barrett durant le match, ce dernier reviendra et l'éliminera à son tour. Le lendemain, il fait ses débuts à Raw en tant que face, et bat Wade Barrett. Il repart ensuite à la NXT.
Il devient champion de la NXT à la suite de sa victoire du 12 juin face à Big E Langston. Lors du Pay-Per-View NXT Arrival, il perd son titre face à Adrian Neville.

#### Bolieve (2014-2016)

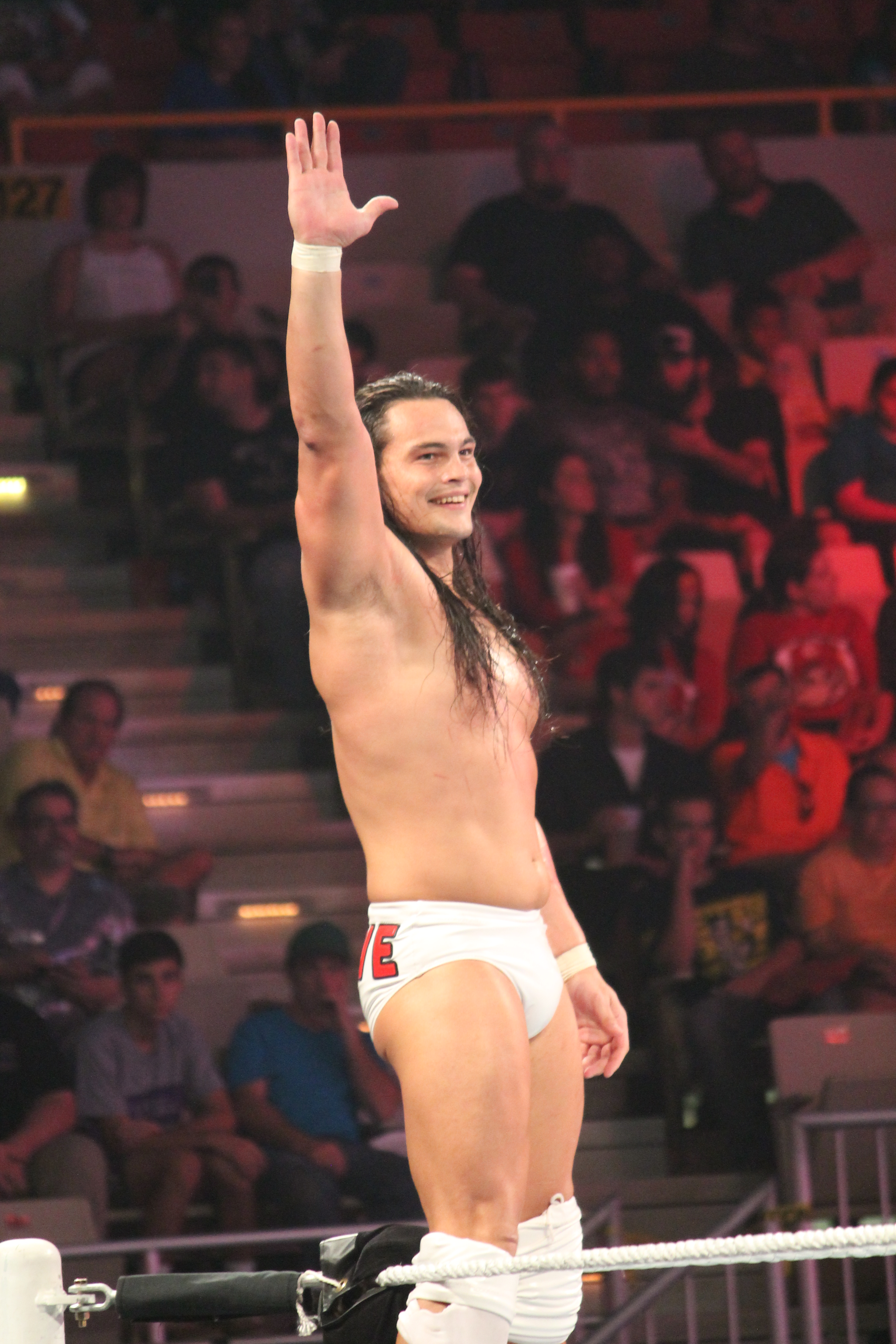
Bo Dallas en septembre 2014

Il fait ses débuts dans le roster principal à SmackDown le 23 mai 2014 en battant Sin Cara.
Après chacune de ses victoires, il célèbre en courant autour du ring et en criant "Bolieve".
Le 14 juillet à Raw, il bat le Great Khali et la WWE annonce que Dallas à 15 victoires télévisées pour aucune défaite après ce combat. Sa série d'invincibilité prend fin le 28 juillet à Raw face à R-Truth.
Le 26 octobre lors de Hell in a Cell, il perd face à Mark Henry.
On apprend le 3 novembre qu'il est blessé pour une durée allant de six à huit semaines.
Il fait son retour le 26 avril 2015 à Extreme Rules où il se fait attaquer par Ryback pendant son discours.
Lors d'Elimination Chamber, il perd face à Neville dans un combat simple.
Lors des Survivor Series, il participe au Traditional Survivor Series Elimination Tag Team match en faisant équipe avec Stardust, The Miz et The Ascension, qu'ils perdent.

#### The Social Outcasts (2016)

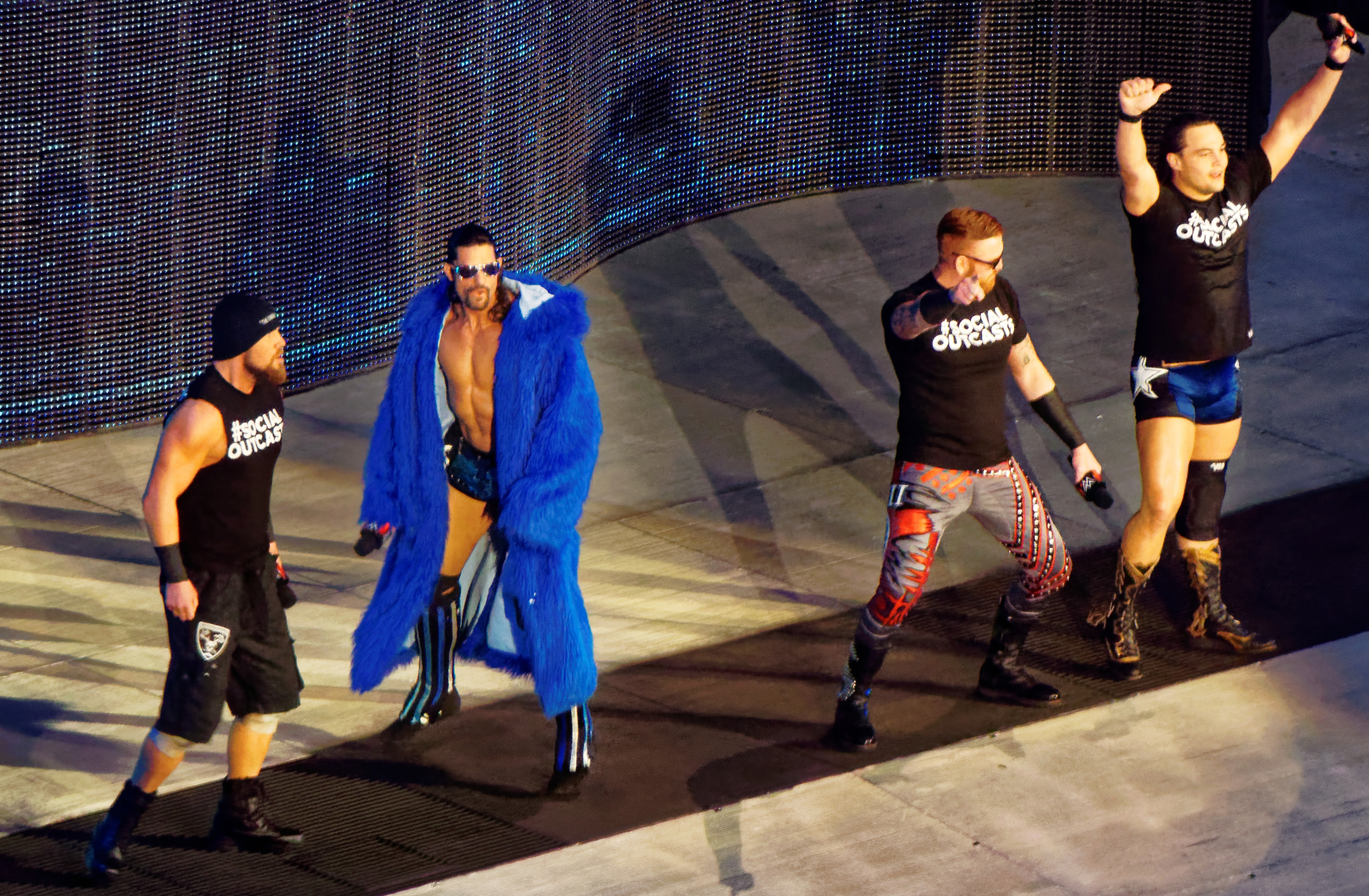
The Social Outcasts en avril 2016

Le 4 janvier 2016, il fait son entrée avec un nouveau groupe composé de Adam Rose, Heath Slater et Curtis Axel, Slater bat Dolph Ziggler grâce à quelques interventions de ses coéquipiers.
Le 19 juillet à SmackDown, Bo Dallas et Curtis Axel sont transférés à Raw, tandis que Heath Slater n'est transféré dans aucune des deux écuries ce qui provoque donc la dissolution du groupe.

#### Miztourage, The B-Team et champion par équipes deRaw(2017-2018)
Le 19 juin 2017 à Raw, Curtis Axel et lui s'allient officiellement avec The Miz et Maryse pour former un duo appelé Miztourage.
Le 20 août lors du pré-show à SummerSlam, les trois catcheurs battent Jason Jordan et les Hardy Boyz dans un 6-Man Tag Team match.
Le 25 février 2018 lors du pré-show à Elimination Chamber, son partenaire et lui perdent face aux Good Brothers. 
Le 8 avril lors du pré-show à WrestleMania 34, ils ne remportent pas la André the Giant Memorial Battle Royal, gagnée par Woken Matt Hardy. Le 14 mai à Raw, ils effectuent un Face Turn, car ils mettent fin à leur alliance avec le Miz, forment un duo appelé The B-Team, puis battent Breezango (Fandango et Tyler Breeze). 
Le 15 juillet à Extreme Rules, ils deviennent les nouveaux champions par équipes de Raw en battant The Deleter of Worlds (Woken Matt Hardy et Bray Wyatt). Il remporte les titres pour la première fois de sa carrière et son coéquipier les remporte pour la seconde fois. Le 19 août lors du pré-show à SummerSlam, ils conservent leurs titres en battant les Revival. Le 3 septembre à Raw, ils ne conservent pas leurs ceintures, battus par Dolph Ziggler et Drew McIntyre qui ont remplacé leurs précédents adversaires, ce qui met fin à un règne de 50 jours.
Le 18 novembre lors du pré-show aux Survivor Series, l'équipe Raw, dont ils font partie, perd face à celle de SmackDown dans un Men's 10-on-10 Traditional Survivor Series Elimination Tag Team match.

#### SmackDown Live, inactivité et renvoi (2019-2021)
Le 25 avril 2019, ils sont annoncés être officiellement transférés à SmackDown. 
Le 17 septembre à SmackDown Live, ils disputent leur premier match, mais perd face à Heavy Machinery (Otis et Tucker).
Le 30 avril 2020, son partenaire est renvoyé de la compagnie, ce qui met fin au duo. 
Le 15 avril 2021, il est, à son tour, renvoyé.

#### Retour en tant qu'Uncle Howdy et pause (2022-2024)
Le 16 décembre 2022 à SmackDown, il fait son retour dans la compagnie après un an et 8 mois d'absence, sous le nom d'Uncle Howdy, et sa première apparition sous sa nouvelle gimmick où il interrompt le tabassage de LA Knight sur son frère aîné. 
Le 24 août 2023, son frère meurt d'une crise cardiaque.
Le 17 octobre, il s'absente pour une durée indéterminée et motif inconnu. 
Depuis le 10 janvier 2024, malgré son absence indéfinie, il reste au service de l'entreprise.
Le 1er avril, il fait une apparition dans le documentaire Peacock: « Bray Wyatt : Becoming Immortal », un biopic sur son frère, dans lequel il annonce faire son retour dans la compagnie. 4 jours plus tard au WWE Hall of Fame, sa sœur Mika et lui intronisent l'équipe de leurs père et oncle, U.S. Express (Mike Rotunda et Barry Windham), puis rendent hommage à leur frère.

#### Wyatt Sicks (2024-...)
Le 17 juin à Raw, après des semaines de vidéos promos, il fait son retour aux côtés d'Erick Rowan, de Nikki Cross, Joe Gacy et Dexter Lumis, puis créé le clan Wyatt Sicks.
Le 26 août à Raw, il dispute son premier match sous sa nouvelle gimmick et bat Chad Gable.

## Palmarès
- Florida Championship Wrestling
  - 3 fois FCW Florida Heavyweight Champion
  - 2 fois FCW Florida Tag Team Champion avec Windham Rotunda

- World Wrestling Entertainment
  - 1 fois Champion de NXT
  - 1 fois Champion 24/7
  - 1 fois Champion par équipes de Raw - avec Curtis Axel

## Récompenses des magazines
- Pro Wrestling Illustrated

| Année | 2010 | 2011 | 2012 | 2013 | 2014 | 2015 | 2016 | 2017 | 2018 | 2019 |
| ----- | ---- | ---- | ---- | ---- | ---- | ---- | ---- | ---- | ---- | ---- |
| Rang  | 324  | 191  | 142  | 79   | 73   | 156  | 199  | 185  | 190  | 176  |

## Vie privée
Le 19 février 2012, il est arrêté par la police pour conduite en état d'ivresse à Tampa, avec une alcoolémie de 0,166 et 0,178 selon deux essais d’alcootest, ce qui dépasse deux fois la limite légale, mais est libéré plus tard dans la journée après avoir payé une amende de 500 $.
Il a été en couple et marié avec l’ancienne championne du monde de bras de fer suédoise, Sarah Backman, qui a brièvement travaillé pour la WWE. Le 19 juin 2021, ils divorcent après 5 ans de mariage.
Il a été en couple pendant 3 ans avec la catcheuse de Raw, Liv Morgan. Le 20 mai 2024, le couple se sépare.